# باشگاه فوتبال ولندام
باشگاه فوتبال ولندام (به انگلیسی: FC Volendam) یک باشگاه حرفه‌ای که در لیگ برتر فوتبال هلند و در شهر ولندام در کشور هلند حضور دارد. این باشگاه در سال ۱۹۷۷ بنا نهاده شده‌است.

## افتخارات
- لیگ دسته اول فوتبال هلند
  - قهرمانی(۷): ۵۹–۱۹۵۸، ۶۱–۱۹۶۰، ۶۷–۱۹۶۶، ۷۰–۱۹۶۹، ۸۷–۱۹۸۶، ۰۸–۲۰۰۷، ۲۵–۲۰۲۴
  - نایب قهرمان(۴): ۷۷–۱۹۷۶، ۸۳–۱۹۸۲، ۰۳–۲۰۰۲، ۲۲–۲۰۲۱
- جام حذفی فوتبال هلند
  - نایب قهرمان(۲): ۵۸–۱۹۵۷ ، ۹۵–۱۹۹۴